# Чили на зимних Олимпийских играх 2018
Республика Чили на зимних Олимпийских играх 2018 года была представлена 7 спортсменами в трёх дисциплинах лыжного спорта. На церемонии открытия Игр право нести национальный флаг было доверено горнолыжнику Хенрику фон Аппену, а на церемонии закрытия — лыжнице Клаудии Сальседо, которая на Играх в Пхёнчхане заняла последнее 90-е место на дистанции 10 км свободным стилем. По итогам соревнований сборная Чили, принимавшая участие в своих семнадцатых зимних Олимпийских играх, вновь осталась без медалей.

## Состав сборной
Горнолыжный спорт
1. Кай Хорвиц
2. Хенрик фон Аппен
3. Ноэль Бараона

 Лыжные гонки
1. Йонатан Фернандес
2. Клаудия Сальседо

 Фристайл
1. Стефани Джоффрой
2. Доминик Охако

## Результаты соревнований

### Лыжные виды спорта

#### Горнолыжный спорт
Квалификация спортсменов для участия в Олимпийских играх осуществлялась на основании специального квалификационного рейтинга FIS по состоянию на 21 января 2018 года. При этом НОК для участия в Олимпийских играх мог выбрать только того спортсмена, который вошёл в топ-500 олимпийского рейтинга в своей дисциплине, и при этом имел определённое количество очков, согласно квалификационной таблице. Страны, не имеющие участников в числе 500 сильнейших спортсменов, могли претендовать только на квоты категории «B» в технических дисциплинах. По итогам квалификационного отбора сборная Чили завоевала две олимпийские лицензии категории «A», а после перераспределения квот получила ещё одну.
Мужчины
| Соревнование      | Спортсмены       | Скоростной спуск/ 1 спуск | Скоростной спуск/ 1 спуск | Слалом/ 2 спуск | Слалом/ 2 спуск | Всего   | Место | Отставание |
| Соревнование      | Спортсмены       | Время                     | Место                     | Время           | Место           | Всего   | Место | Отставание |
| ----------------- | ---------------- | ------------------------- | ------------------------- | --------------- | --------------- | ------- | ----- | ---------- |
| скоростной спуск  | Хенрик фон Аппен | не проводится             | не проводится             | не проводится   | не проводится   | 1:44,02 | 34    | +3,77      |
| супергигант       | Хенрик фон Аппен | не проводится             | не проводится             | не проводится   | не проводится   | 1:27,57 | 30    | +3,13      |
| комбинация        | Хенрик фон Аппен | 1:21,16                   | 22                        | DNS             | DNS             | —       | —     | —          |
| слалом            | Кай Хорвиц       | DNF                       | DNF                       | —               | —               | —       | —     | —          |
| гигантский слалом | Кай Хорвиц       | 1:14,88                   | 47                        | DNF             | DNF             | —       | —     | —          |

Женщины
| Соревнование      | Спортсмены    | Скоростной спуск/ 1 спуск | Скоростной спуск/ 1 спуск | Слалом/ 2 спуск | Слалом/ 2 спуск | Всего   | Место | Отставание |
| Соревнование      | Спортсмены    | Время                     | Место                     | Время           | Место           | Всего   | Место | Отставание |
| ----------------- | ------------- | ------------------------- | ------------------------- | --------------- | --------------- | ------- | ----- | ---------- |
| скоростной спуск  | Ноэль Бараона | не проводится             | не проводится             | не проводится   | не проводится   | 1:44,24 | 25    | +5,02      |
| супергигант       | Ноэль Бараона | не проводится             | не проводится             | не проводится   | не проводится   | 1:27,16 | 39    | +6,05      |
| комбинация        | Ноэль Бараона | DNF                       | DNF                       | —               | —               | —       | —     | —          |
| гигантский слалом | Ноэль Бараона | DNF                       | DNF                       | —               | —               | —       | —     | —          |

#### Лыжные гонки
Квалификация спортсменов для участия в Олимпийских играх осуществлялась на основании специального квалификационного рейтинга FIS по состоянию на 21 января 2018 года. Для получения олимпийской лицензии категории «A» спортсменам необходимо было набрать максимум 100 очков в дистанционном рейтинге FIS. При этом каждый НОК может заявить на Игры 1 мужчину и 1 женщины, если они выполнили квалификационный критерий «B», по которому они смогут принять участие в спринте и гонках на 10 км для женщин или 15 км для мужчин. По итогам квалификационного отбора сборная Чили завоевала 2 олимпийские лицензии категории «B».
Мужчины
Дистанционные гонки
| Соревнование           | Спортсмены        | Результат | Место | Отставание |
| ---------------------- | ----------------- | --------- | ----- | ---------- |
| 15 км свободным стилем | Йонатан Фернандес | 42:49.9   | 102   | +9:06.0    |

Женщины
Дистанционные гонки
| Соревнование           | Спортсмены       | Результат | Место | Отставание |
| ---------------------- | ---------------- | --------- | ----- | ---------- |
| 10 км свободным стилем | Клаудия Сальседо | 37:19.2   | 90    | +12:18.7   |

#### Фристайл
По сравнению с прошлыми Играми изменения произошли в хафпайпе и слоупстайле. Теперь в финалах этих дисциплин фристайлисты стали выполнять по три попытки, при этом итоговое положение спортсменов по-прежнему определяется по результату лучшей из них. Квалификация спортсменов для участия в Олимпийских играх осуществлялась на основании специального квалификационного рейтинга FIS по состоянию на 21 января 2018 года. Для каждой дисциплины были установлены определённые условия, выполнив которые спортсмены могли претендовать на попадание в состав сборной для участия в Олимпийских играх. По итогам квалификационного отбора сборная Чили завоевала олимпийскую лицензию в женском слоупстайле, а после перераспределения получила квоту в женском ски-кроссе.
Женщины
Парк и пайп
| Соревнование | Спортсмены    | Квалификация | Квалификация | Квалификация | Финал                 | Финал                 | Финал                 | Финал                 | Итоговое место |
| Соревнование | Спортсмены    | 1 заезд      | 2 заезд      | Место        | 1 заезд               | 2 заезд               | 3 заезд               | Место                 | Итоговое место |
| ------------ | ------------- | ------------ | ------------ | ------------ | --------------------- | --------------------- | --------------------- | --------------------- | -------------- |
| слоупстайл   | Доминик Охако | 16,00        | 38,60        | 20           | завершила выступление | завершила выступление | завершила выступление | завершила выступление | 20             |

Ски-кросс
| Соревнование | Спортсмены       | Квалификация | Квалификация | 1/8 финала | 1/8 финала | Четвертьфинал         | Четвертьфинал         | Полуфинал             | Полуфинал             | Финал                 | Итоговое место |
| Соревнование | Спортсмены       | Результат    | Место        | Заезд      | Место      | Заезд                 | Место                 | Заезд                 | Место                 | Место                 | Итоговое место |
| ------------ | ---------------- | ------------ | ------------ | ---------- | ---------- | --------------------- | --------------------- | --------------------- | --------------------- | --------------------- | -------------- |
| ски-кросс    | Стефани Джоффрой | 1:16,70      | 18 Q         | 8          | 3          | завершила выступление | завершила выступление | завершила выступление | завершила выступление | завершила выступление | 19             |